# Paul Oakenfold
Paul Mark Oakenfold (Mile End, Londres, Inglaterra; 30 de agosto de 1963), anteriormente conocido también como Oakenfold, es un productor de música electrónica y es uno de los DJ más reconocidos del mundo.

## Biografía
Paul Oakenfold es probablemente el más reconocido productor y DJ que ha emergido de la escena musical Inglesa en los últimos diez años.
Sus principales influencias fueron el rock progresivo y la música disco en los setenta, una combinación impensable en su época pero que lentamente fue cristalizando en la escena del rave en Mánchester a mediados de los ochenta. Fue ahí en la Haçienda de Tony Wilson donde al ritmo del Blue Monday de New Order, Oakenfold empezó a trabajar como DJ, ingeniero de sonido y hasta roadie para las bandas que tocaban ahí incluyendo a las futuras luminarias de The Stone Roses, The Charlatans y los emblemáticos Happy Mondays.
Estas experiencias lo condujeron a la producción del último álbum de los Happy Mondays. La grabación en Ibiza del Pills 'n' Thrills and Bellyaches marcó no solo el momento en el que el house inglés se fusionaba con el rock para crear la prototípica música rave sino también la emergencia de una cultura basada por y alrededor del dance.
Como ocurre frecuentemente, el momento de mayor gloria también marcaría la decadencia de este efímero género que cambió para siempre la forma en la que miles de personas experimentaban la música a finales de los ochenta.
Después de la disolución de los Happy Mondays, la clausura definitiva de la Haçienda y la debacle financiera de Rough Trade Records parecía que el sueño de hermanar el rock con la música de baile terminaba para siempre.
Paul Oakenfold reaccionó a estos cambios buscando un sonido más refinado y expresivo y fue así como terminó mezclando en el Cream, un entonces poco conocido antro en Liverpool. Ahí, en el lugar más insospechado de Inglaterra, se iniciaría el renacimiento de la escena rave.
En 1989 fundó su discográfica Perfecto Records. El sello se distribuyó a través de Warner Music durante la década de 1990, hasta que Paul Oakenfold trasladó la distribución a Mushroom UK en 1998. Después de la adquisición por parte de Warner Music de Mushroom UK, el catálogo de Perfecto desde 1998 pasó a Warner Music y un par de años después Perfecto comenzó a operar y lanzar de forma independiente hasta que se convirtió en un subsello de Armada Music en 2010.

### Los años noventa
A lo largo de los noventa otro género conquistaba poco a poco las mentes y corazones de los adictos a la música electrónica. Se trataba del trance. Otra fusión de ritmos, sonidos y elementos tribales que partiendo del rave y retomando algunas viejas lecciones del progresivo revitalizaba la escena musical en toda Europa.
Como era de esperarse, el trance fue adoptado inmediatamente por Paul Oakenfold, quien lo hizo parte consistente de su dieta musical desde mediados de los noventa. Para 1997 cuando ya estaba en el Cream Oakenfold estaba en camino de convertirse en el más representativo portaestandarte del trance en el mundo.
Paul Oakenfold no solo produjo álbumes sino también remixes. Oakenfold comenzó su carrera como DJ cuando era un adolescente pero no fue hasta principios de los noventa que regresó a esa carrera. Después de una breve participación en la banda de música electrónica Grace, Oakenfold llegó a ser el DJ residente de la discoteca Cream desde 1997 hasta 1999. Durante su temporada como DJ de Cream, Oakenfold intentó atraer al público estadounidense, razón por la cual lanzó su disco Tranceport en 1998. El álbum deleitó a los fanáticos de la música trance en los Estados Unidos y por esta razón Oakenfold ganó aceptación en el medio de la música norteamericana. Luego del éxito de Tranceport, Oakenfold lanzó Perfecto Presents Another World el cual es considerado su mejor álbum hasta la fecha. Millones de personas llegaron a reconocer a Paul Oakenfold gracias a dicho álbum y algunas fuentes han dicho que Perfecto Presents Another World ha vendido más copias que ningún otro álbum de música dance.

### Los años 2000
En el 2002 la revista Q Magazine incluyó a Paul Oakenfold en su lista titulada 50 bandas que debes de ver antes de morir.
En el mismo año Oakenfold lanzó su primer álbum como solista titulado Bunkka, en el cual aparecieron artistas como Nelly Furtado (con el sencillo "The Harder They Come"), Ice Cube (con "Get 'Em Up") y Shifty Shellshock, el vocalista principal de Crazy Town (con la canción "Starry Eyed Surprise"). Destacó asimismo el track "Southern Sun", uno de los temas más famosos del disco gracias al remix de Tiësto.
En el 2004 produjo el álbum doble de la fiesta Creamfields.
En el 2005, Oakenfold realizó el remix del clásico de Transformers, así como la canción para la serie de televisión Transformers Cybertron.
En el 2006 lanzó un nuevo álbum solista, A Lively Mind. El primer corte de la placa, "Faster Kill Pussycat" que tiene a la actriz Brittany Murphy como invitada en las voces, gozó de alta rotación en las radios mundiales. Luego le siguió "Sex 'n' Money", con las voces de Pharrell Williams. También en el 2006 salió su corte "Beautiful Goal", el cual se usó en el juego FIFA 06, un juego de la PlayStation 2 y para PC.
En el 2007 sale al mercado su compilado Greatest Hits & Remixes, recordando todos sus años de carrera. Además se publicó el 24 de septiembre de 2007 su primera biografía oficial, escrita por Richard Norris. Fue publicada por Bantam Press.
En el 2014 edita su álbum Trance Mission. Consta de dos CD, que incluyen reworks de algunos de los tracks más famosos de la música electrónica.
El 20 de marzo de 2015 lanza el compilado 25 Years of Perfecto Records.

### Trabajando en películas y videojuegos
La notoriedad de Oakenfold cruzó el Atlántico también en gran parte por su trabajo en las pistas de las películas Swordfish, Appleseed, The Matrix Reloaded, The Matrix Revolutions y Die Another Day (película en la cual mezcló el tema principal de la serie de James Bond). Su famosa canción "Ready Steady Go" se tradujo al coreano para la película Collateral y se incluyó en su pista de canciones. Oakenfold también trabajó en el videojuego de James Bond titulado Golden Eye: Rogue Agent (2004) y también mezcló el tema principal del juego de fútbol FIFA 2005.

### Dislexia
Paul Oakenfold sufre de dislexia desde niño y ha manifestado su intención de ayudar a los pequeños con ese trastorno.

### Embajador contra el VIH y el sida en África
En 2003 participó del show 46664, The Event - Nelson Mandela's AIDS Day Concert. Al respecto, dijo: "Estoy honrado de ser un embajador de la campaña de Nelson Mandela contra el VIH y el SIDA. Es muy importante mantener la conciencia viva. Este tema no sólo toca a África, sino que afecta a todos nosotros en todo el mundo. Por favor, vaya a www.46664.com de maneras en que puede apoyar esta campaña también".

### Retiro
Se había publicado que Paul Oakenfold abandonaba los platós y se dedicaría por completo a su vertiente como productor, pero el británico decidió continuar con su carrera detrás de los platos después de la propuesta para ser el DJ residente en el club Rain Nightclub de Las Vegas.

## Ranking DJmag
| DJ             | 1997 | 1998 | 1999 | 2000 | 2001 | 2002 | 2003 | 2004 | 2005 | 2006 | 2007 | 2008 | 2009 | 2010 | 2011 | 2012 | 2013 |
| -------------- | ---- | ---- | ---- | ---- | ---- | ---- | ---- | ---- | ---- | ---- | ---- | ---- | ---- | ---- | ---- | ---- | ---- |
| Paul Oakenfold | 2°   | 1°   | 1°   | 2°   | 5°   | 6°   | 8°   | 9°   | 11°  | 14°  | 12°  | 14°  | 23°  | 51°  | 69°  | 69°  | 93°  |

## Discografía

### Álbumes
Álbumes de estudio:
- 2002 - Bunkka[1]
- 2006 - A Lively Mind[3]
- 2014 - Trance Mission[8]

Compilaciones:
- 1993 - Ministry of Sound Sessions Two
- 1994 - Journeys By Stadium DJ (Mix Compilation)
- 1995 - A Voyage Into Trance (Mix Compilation)
- 1996 - Fluoro (Mix Compilation)
- 1997 - Global Underground: Live In Oslo (Mix Compilation)
- 1997 - Cream Anthems 97 (Mix Compilation)
- 1998 - Global Underground: New York (Mix Compilation)
- 1998 - Tranceport[9] (Mix Compilation)
- 1999 - Resident: Two Years Of Oakenfold At Cream (Mix Compilation)
- 1999 - Essential Millenium (Mix Compilation)
- 2000 - Another World (Mix Compilation)
- 2000 - Travelling (Mix Compilation)
- 2001 - Swordfish <<The Album>> (OST)[10]
- 2001 - Paul Oakenfold In Ibiza (Mix Compilation)
- 2002 - Bust A Groove (Session One)[11] (Mix Compilation)
- 2003 - Perfecto Presents... Great Wall[12] (Mix Compilation)
- 2004 - Creamfields[13] (Mix Compilation)
- 2005 - Perfecto Presents... The Club[14] (Mix Compilation)
- 2007 - Greatest Hits & Remixes[15]
- 2009 - Perfecto Vegas[16] (Mix Compilation)
- 2010 - The Ultimate DJ Sample Box (Part 1)[17] (Paul Oakenfold & Norman Cook)
- 2011 - Nevermind The Bollocks, Here's Paul Oakenfold
- 2012 - Four Seasons[18] (Mix Compilation)
- 2013 - Everything's Perfecto 2012[19] (Mix Compilation)
- 2013 - We Are Planet Perfecto, Vol. 3 - Vegas To Ibiza[20] (Mix Compilation)
- 2013 - Perfecto Records Pres. Best Of 2013[21] (Mix Compilation)
- 2013 - Everything's Perfecto 2013[22] (Mix Compilation)
- 2014 - We Are Planet Perfecto, Vol. 4 - #FullOnFluoro[23] (Mix Compilation)
- 2015 - 25 Years Of Perfecto Records[6] (Mix Compilation)
- 2015 - Perfecto Vocals, Vol. 1[24] (Mix Compilation)
- 2015 - We Are Planet Perfecto, Vol. 5 - Back To My House[25] (Mix Compilation)
- 2018 - Mount Everest: The Base Camp Mix[26] (Mix Compilation)
- 2019 - Sunset At Stonehenge[27] (Mix Compilation)

### Sencillos
- 1988: "Jibaro" (como Electra)
- 1989: "It's Your Destiny" (como Electra)
- 1994: "The Single" (como Rise)
- 1995: "Reach Up (Papa's Got a Brand New Pigbag)"[28] (como Perfecto Allstarz)
- 1995: "Sun" (como Virus)
- 1995: "Moon" (como Virus)
- 1995: "Not Over Yet" (Perfecto Mix)[29] (como Grace)
- 1995: "I Want To Live" (como Grace)
- 1996: "Skin on Skin" (como Grace)
- 1996: "Down To Earth" (como Grace)
- 1996: "If I Could Fly" (como Grace)
- 1996: "Hand In Hand" (como Grace)
- 1999: "Bullet In The Gun"[30] (como Planet Perfecto)
- 2000: "Big Brother UK Theme" (como Elementfour)
- 2000: "Tast-E" (Paul Oakenfold & Andy Gray)
- 2001: "Planet Rock" (Swordfish Mix)
- 2002: "Southern Sun"[31]
- 2002: "Ready Steady Go"[32]
- 2002: "Starry Eyed Surprise"[33] (feat. Shifty Shellshock)
- 2002: "Time Of Your Life"[34] (feat. Perry Farrell)
- 2002: "The James Bond Theme" (Bond vs. Oakenfold)
- 2002: "Prophet One"[35]
- 2003: "The Harder They Come"[36] (feat. Keshia White & Tricky / Nelly Furtado)
- 2003: "Hypnotised"[37] (feat. Tiff Lacey)
- 2004: "Falling" (feat. Cee-Lo)
- 2005: "Psycho" (como Perfecto Allstarz)
- 2005: "Bullit" (Long) (como Perfecto Allstarz)
- 2005: "Chroma" (Long) (como Perfecto Allstarz)
- 2005: "The Club Theme" (como Perfecto Allstarz)
- 2006: "Faster Kill Pussycat"[38] (feat. Brittany Murphy)
- 2006: "Sex 'N' Money"[39] (feat. Pharrell Williams)
- 2008: "Mesmerized" (Club Mix) (with Suzie Del Vecchio)
- 2010: "Remember Love"[40] (DJs United - Armin van Buuren, Paul van Dyk & Paul Oakenfold)
- 2010: "Firefly"[41] (feat. Matt Goss)
- 2011: "Tokyo"
- 2011: "Groove Machine" (with Marco V)
- 2011: "Full Moon Party"
- 2011: "Sleep" (feat. Tamra)
- 2011: "I'm Alive"[42] (feat. Infected Mushroom)
- 2012: "Pop Star"[43] (feat. Robert Vadney)
- 2012: "Glow In The Dark"[44]
- 2012: "Surrender" (feat. J Hart)
- 2012: "Crashed"[45] (with Richard Durand)
- 2012: "Come Together"[46]
- 2012: "As We Collide"[47] (Christian Burns, Paul Oakenfold & JES)
- 2013: "Touch The Sky" (feat. Matt Goss & The Concrete Sneakers)
- 2013: "Who Do You Love"[48] (feat. Austin Bis)
- 2013: "Beautiful World"[49] (with Disfunktion feat. Spitfire)
- 2013: "Turn It On"[50]
- 2013: "Top Of The World" (Remixes)[51] (with Joyriders)
- 2013: "Touched By You" (feat. J Hart)
- 2013: "Venus" (feat. Azealia Banks)
- 2013: "Ready For Love" (with Danny Howard & Spitfire)
- 2014: "Cafe Del Mar"[52]
- 2014: "Toca Me"[53]
- 2014: "Madagascar"[54]
- 2014: "Barber's Adagio For String"[55]
- 2014: "Ibiza"[56]
- 2014: "Touch Me" (Perfecto Club Mix)[57] (feat. Cassandra Fox)
- 2014: "You Could Be Happy"[58] (feat. Angela McCluskey)
- 2015: "Lonely Ones"[59] (feat. Tawiah)
- 2015: "Otherside" (Future House Mix)[60]
- 2015: "The DJ Made Me Stay"[61] (with Joyriders feat. Ce Ce Peniston)
- 2016: "Bla Bla Bla"[62]
- 2016: "Shanghai Baby"[63]
- 2016: "U Are"[64] (Paul Oakenfold x BRKLYN x Amba Shepherd)
- 2017: "Amnesia"[65] (with Jordan Suckley)
- 2017: "Waterfall"[66] (feat. Lizzy Land)
- 2017: "Dreamstate Theme"[67]
- 2017: "Away"[68]
- 2017: "Deep Space"[69]
- 2018: "Love Escape"[70] (feat. Amba Shepherd)
- 2018: "Broken"[26] (Tilt, Mick Parks and Danny Stubbs Remixes) (Taken from "Mount Everest: The Base Camp Mix")
- 2018: "A Slice Of Heaven"[71] (with Ferry Corsten)
- 2018: "Only Us"[72] (feat. Little Nikki)
- 2018: "Lost In The Moment"[73] (with Jam El Mar)
- 2019: "Stonehenge"[74]
- 2019: "Summer Nights"[75] (with Galestian)
- 2020: "With You"[76] (with Alexander Popov feat. LZRZ)
- 2020: "The World Can Wait"[77] (feat. Luis Fonsi)
- 2020: "What's Your Love Like"[78] (Paul Oakenfold x Eve x Baby E)

### Remixes
- A3 – "Come With Me (Paul Oakenfold Club Mix)"[79] (2014)
- Alex Gaudino & Manufactured Superstars feat. Zak Waters – "Lights Go Out (Oakenfold Edit)"[80] (2015)
- Alison Limerick – "Come Back (For Real Love) (Perfecto Mix)" (1991)
- Alison Limerick – "Where Love Lives (Perfecto Remix)" (1991)
- Amoeba Assassin – "Rollercoaster (Oakeys Courtyard Mix)" (1998)
- ARMA & Fargo feat. Spitfire – "We Are Not Alone (Oakenfold Edit)"[81] (2014)
- Armin van Buuren – "Communication (Paul Oakenfold Full On Fluoro Mix)"[82] (2014)
- Arrested Development – "Mr Wendal (Perfecto Mix)" (1992)
- Art Deko – "I Need You (Oakenfold Edit)"[83] (2015)
- Audio Noir – "Piranha (Oakenfold Edit)"[84] (2015)
- Beatman & Ludmilla – "Bazantar (Paul Oakenfold Remix)"[85] (2013)
- Billy Idol – "One Breath Away (Paul Oakenfold Remix)"[86] (2018)
- Björk – "Pagan Poetry (Paul Oakenfold Remix)" (2003)
- Britney Spears – "Gimme More (Paul Oakenfold Remix)"[87] (2007)
- Bruno Mars – "Locked Out Of Heaven (Paul Oakenfold Remix)"[88] (2013)
- C.J. Bolland – "The Prophet (Paul Oakenfold Remix)" (2002)
- Clint Mansell – "Aeternal (Paul Oakenfold Remix)" (2002)
- Carlos Vives – "Como Tu (Paul Oakenfold Mix)" (2004)
- Craig Armstrong – "Marelle (Paul Oakenfold Remix)"[89] (2018)
- Crazy Town – "Hurt You So Bad (Paul Oakenfold Remix)" (2003)
- Daft Punk – "C.L.U. (Remixed By Paul Oakenfold)"[90] (2011)
- Darude – "Sandstorm (Paul Oakenfold 2015)" (2015)
- Dave Matthews Band – "When The World Ends (Oakenfold Remix)" (2003)
- David Guetta feat. JD Davis – "The World Is Mine (Paul Oakenfold's Downtempo Remix)"[91] (2007)
- DedRekoning feat. Sophie Ellis-Bextor – "Only Child (Paul Oakenfold Remix)"[92] (2014)
- DedRekoning feat. Sophie Ellis-Bextor – "Only Child (Paul Oakenfold Deep Down Mix)"[93] (2015)
- Dirty Vegas – "Days Go By (Paul Oakenfold Vocal Remix)" (2001)
- Disfunktion – "Syxe (Oakenfold Edit)"[94] (2014)
- Duran Duran – "Out Of My Mind (Perfecto Mix)" (1997)
- East Freaks – "Leave It (Oakenfold Edit)"[95] (2014)
- Editors – "Camera (Oakenfold Remix)" (2006)
- Embrace – "World At Your Feet (Paul Oakenfold Mix)" (2006)
- Elvis Presley – "Rubberneckin' (Paul Oakenfold Remix)"[96] (2003)
- Everything But The Girl – "Missing (Exclusive New Oakenfold 2008 Remix)" (2007)
- Faithless – "Afrodizziact (Oakenfold's Raid Mix)" (2001)
- Faultline – "The Colossal Gray Sunshine (Paul Oakenfold Remix)" (2005)
- Filth & Splendour feat. Marisa – "Gold (Paul Oakenfold Remix)"[97] (2013)
- Giorgio Moroder – "Chase (Paul Oakenfold Mix)" (1999)
- Greg Downey & Bo Bruce – "These Hands I Hold (Paul Oakenfold Future House Remix)"[98] (2015)
- Groove Zone – "Eisbaer (Exclusive New Oakenfold 2008 Remix)" (2007)
- Happy Mondays – "Step On (Twisting My Melon Mix / US Dub Mix - Remixed By Paul Oakenfold & Steve Osborne)" (1991)
- Happy Mondays – "W.F.L. (Think About The Future Mix)" (1989)
- Harper & Green – "Lost (Oakenfold Edit)"[99] (2015)
- Harry Vederci – "Derek Fisher's In The House (Paul Oakenfold Remix)"[100] (2016)
- Hibernate feat. Victoria Gydov – "Lux Tua (Paul Oakenfold Remix)"[101] (2015)
- Incubus – "Are You In? (Oakenfold Remix)" (2001)
- Infected Mushroom – "Killing Time (Paul Oakenfold Remix)" (2010)
- INXS – "Suicide Blonde (Milk Mix)" (1990)
- Jan Johnston – "Flesh (Paul Oakenfold Remix)" (1999)
- Jennifer Lopez – "I'm Glad (Paul Oakenfold Remix)" (2003)
- Jesus Loves You – "Generations Of Love (Land Of Oz Mix)" (1990)
- Johnny Yono – "Poison Whispers (Oakenfold Edit)"[102] (2015)
- Joyriders – "Big Brother UK Theme (Oakenfold Mix)"
- Joyriders – "Chillaxin' In The Club (Paul Oakenfold Remix)"[103] (2014)
- Julien-k – "Spiral (Paul Oakenfold Remix)" (2009)
- Juno Reactor – "Conquistador I (Paul Oakenfold Remix)"[104] (2017)
- Justin Timberlake – "Rock Your Body (Oakenfold Remix)" (2002)
- Justin Timberlake – "My Love (Paul Oakenfold Club Mix)" (2006)
- Kim Wilde – "Cambodia (Paul Oakenfold Remix)" (2006)
- Korean & Vini – "Feel The Wife Vibe (Paul Oakenfold Remix)"[105] (2014)
- Layo & Bushwacka! – "Deep South (Oakenfold Remix)" (2003)
- Leama – "Requiem For A Dream (Paul Oakenfold Remix)"[106] (2013)
- Madonna – "What It Feels Like for a Girl (Paul Oakenfold Perfecto Mix)" (2001)
- Madonna – "American Life (Paul Oakenfold Downtempo Remix/Edit/Edit w/o rap)" (2003)
- Madonna – "Hollywood (Paul Oakenfold Full Remix / 12" Dub / 6:12 Edit / 7" Full Edit)" (2003)
- Madonna – "Sorry (Oakenfold Remix)" (2006)
- Madonna – "Give it to Me (Paul Oakenfold Extended Remix) (2008)
- Madonna – "Celebration (Oakenfold Remix / Remix Dub)"[107] (2009)
- Mansun – "Wide Open Space (Perfecto Remix)" (1998)
- Manufactured Superstars & Jeziel Quintela feat. Christian Burns – "Silver Splits The Blue (Paul Oakenfold Remix)" (2012)
- Mark Ronson feat. Daniel Merriweather – "Stop Me (Exclusive New Oakenfold 2008 Remix)" (2007)
- Markus Schulz feat. Lady V – "Winter Kills Me (Paul Oakenfold Remix)"[108] (2014)
- Massive Attack – "Safe From Harm (Perfecto Mix)" (1991)
- Massive Attack – "Unfinished Sympathy (Perfecto Mix)" (1991)
- Massive Attack – "Be Thankful (Paul Oakenfold Mix)" (1992)
- Mauro Picotto – "Lizard (Paul Oakenfold 2004 Remix)" (2004)
- MB Sak feat. Bonnie Legion – "Colours (Oakenfold Edit)"[109] (2014)
- Moby – "Natural Blues (Perfecto Remix)" (2000)
- Michael Jackson – "One More Chance (Paul Oakenfold Mix)"[110] (2003)
- Muse – "New Born (Paul Oakenfold's Perfecto Remix)" (2001)
- Mylène Farmer – "Pourvu Qu'elles Soient Douces (Paul Oakenfold Remix)" (2003)
- N*E*R*D Feat. Paul Harvey & Vita – "Lapdance (Paul Oakenfold Swordfish Mix)" (2002)
- Natasha Bedingfield – "If You're Gonna Jump (Paul Oakenfold Remix)" (2005)
- New Order – "True Faith (Perfecto Mix)" (1994)
- New Order – "World (Perfecto Mix)" (1993)
- Oakenfold – "Southern Sun (Exclusive New Oakenfold 2008 Remix)" (2007)
- Olive – "You're Not Alone (Oakenfold & Osborne Remix)" (1997)
- Orbital – "The Box (Paul Oakenfold Remix)" (2003)
- P.O.D. – "Satellite (Oakenfold Remix)" (from Lara Croft Tomb Raider: The Cradle of Life) (2003)
- Paris Hilton – "Turn It Up (Paul Oakenfold Remix)" (2006)
- Paul Oakenfold – "Ibiza (Paul Oakenfold Full On Fluoro Mix)"[111] (2014)
- Paul Oakenfold – "Lonely Ones (Paul Oakenfold Future House Remix)"[112] (2016)
- Paul Oakenfold & Cassandra Fox – "Touch Me (Paul Oakenfold 'Stateside' Mix)"[113] (2014)
- Paul Oakenfold & Cassandra Fox – "Touch Me (Paul Oakenfold vs. Marcellus Wallace Deep House Mix)"[114] (2014)
- Paul Oakenfold x BRKLYN x Amba Shepherd – "U Are (House Mix)"[115] (2016)
- Paul Oakenfold x BRKLYN x Amba Shepherd – "U Are (Festival Mix)"[116] (2016)
- Paul Oakenfold feat. Angela McCluskey – "You Could Be Happy (Paul Oakenfold Future House Mix)"[117] (2015)
- Philthy Chit – "Reflect (Oakenfold Edit)"[118] (2015)
- Hans Zimmer – "Jack's Suite (Oakenfold Extended / Mix Show Edit)" (2007)
- Poncho feat. Paul Oakenfold & Maxi Trusso – "Please Me" (2012)
- Planet Perfecto Knights – "ResuRection (Perfecto Edit)" (2001)
- Planet Perfecto Knights – "ResuRection (Paul Oakenfold Full On Fluoro Mix)"[119] (2011)
- Radiohead – "Everything In Its Right Place (Exclusive New Oakenfold 2008 Remix)" (2007)
- Radiohead – "Street Spirit (Fade Out) (Paul Oakenfold 'Euphoric Trance Mix')" (2000)
- Robert Miles – "Children (Paul Oakenfold Mix '98)"
- Robert Owens – "I'll Be Your Friend (Perfecto Re-Edits)" (1991)
- Robert Vadney – "Fallen Angel's Symphony (Paul Oakenfold Remix)"[120] (2010)
- Róisín Murphy – "Cry Baby" (Paul Oakenfold mix)" (2007)
- Rompasso – "Angetenar (Alexander Popov & Paul Oakenfold Extended Remix)"[121] (2019)
- Rui Da Silva feat. Wesley Steed – "Sunrise (Oakenfold Edit)"[122] (2015)
- Rusko feat. Amber Coffman – "Hold On (Paul Oakenfold Mix)" (2010)
- Simply Red – "Something Got Me Started (Perfecto Mix)" (1991)
- Sir Ivan feat. Taylor Dayne – "Kiss All The Bullies Goodbye (Paul Oakenfold Original Radio Mix)"[123] (2015)
- Skip Raiders feat. Jada – "Another Day (Perfecto Mix)"[12] (2003)
- Skunk Anansie – "Brazen (Weep) (Perfecto Mix)" (1997)
- Sneaker Pimps – "6 Underground (Perfecto Mix)" (1996)
- Sneaker Pimps – "Roll On (Fold Mix Mix)" (1998)
- Snoop Doggy Dogg – "Doggy Dogg World (Perfecto Mix)" (1994)
- The Stone Roses – "Waterfall (12" Mix)" (1992)
- SuZie Del Vecchio – "After Love (Paul Oakenfold Mix / Zaa Remix)"[124] (2017)
- Take That – "Happy Now (Oakenfold Remix)" (2011)
- TGC – "Dragons (Paul Oakenfold Remix)"[125] (2010)
- The Crystal Method – "Busy Child (Oakenfold Remix)" (from Vegas Deluxe Edition) (2007)
- The Cure – "Close to Me (Closer Mix)" (1990)
- The Cure – "Out Of This World (Oakenfold Mix)" (2004)
- The Doors – "L.A. Woman (Paul Oakenfold Remix)" (2005)
- The Faint – "Glass Danse (Paul Oakenfold Remix)" (2003)
- The Rolling Stones – "You Got Me Rocking (Perfecto Mix / Sexy Disco Dub Mix / Trance Mix)"[126] (1994)
- The Smashing Pumpkins – "Perfect (Perfecto Mix)" (1998)
- The Space Brothers – "I Still Love You (Oakenfold Edit)" (1999)
- Traci Lords – "Fallen Angel" (1995)
- Transformers: "Cybertron" (The Transformers Theme) (2005)
- Trilucid – "Mirrors (Oakenfold Edit)"[127] (2016)
- Tyron Dixon feat. Kodie – "Nothing They Can Tell Me Now (Paul Oakenfold Remix)"[128] (2013)
- U2 – "Mysterious Ways (The Perfecto Mix)" (1991)
- U2 – "Even Better Than the Real Thing (Perfecto Remix)"[129] (1992)
- U2 – "Lemon (Trance in The Perfecto Mix)" (1993)
- U2 – "Beautiful Day (Paul Oakenfold Perfecto Mix)" (2000)
- U2 – "Beautiful Day (Paul Oakenfold 2004 Remix)" (2004)
- Ultra Naté – "Turn It Up (Paul Oakenfold Remix)" (2011)
- Underworld – "Born Slippy Nuxx (Oakenfold Remix)" (2003)
- Yael & Liya – "Creatures (Paul Oakenfold Remix)"[130] (2012)
- Yonathan ZVI – "Bully (Oakenfold Edit)"[131] (2014)
- Zack Mia – "Red Planet (Oakenfold Edit)"[132] (2015)